# دکستر (فصل ۵)
فصل پنجم دکستر در ۲۶ سپتامبر ۲۰۱۰ آغاز شد و شامل ۱۲ قسمت بود. تمرکز این فصل بر روی چگونگی نحوه برخورد دکستر با وقایع اتفاق افتاده در پایان فصل چهارم، مقابله و متوقف کردن یک گروه از افراد تجاوزگر و درگیری با یک پلیس فاسد می‌باشد. 

## بازیگران

### بازیگران اصلی
- مایکل سی هال در نقش دکستر مورگان
- جنیفر کارپنتر در نقش دبرا مورگان
- دزمند هرینگتون در نقش جویی کویین
- سی اس لی در نقش وینس ماسوکا
- لورین ولز در نقش ماریا لاگوئرتا
- دیوید زایاس در نقش انجل باتیستا
- جیمز رمار در نقش هری مورگان

### بازیگران مهمان ویژه
- جولیا استایلز در نقش لومن پیرس

### حضور مهمان
- جولی بنز در نقش ریتا بنت
- جانی لی میلر در نقش جوردن چیس
- کاترین منیگ در نقش مایکل انجلو

### بازیگران متناوب
- پیتر ولر در نقش استن لیدی
- ماریا دویل کندی در نقش سونیا
- آوریل لی هرناندز در نقش سیرا مَنزون
- کریس ونس در نقش کوا هارمون
- آدام جی. هرینگتون در نقش ری واکر
- کریستینا رابینسون در نقش استر بنت
- پرستون بیلی در نقش کدی بنت
- ریک پیترز در نقش الیوت
- جف پیرسون در نقش تام متیو
- براندو ایتون در نقش جونا میچل

### بازیگران مهمان
- آنجلا بتیس در نقش امیلی بریچ
- شان هاتوسی در نقش بوید فولر